# 端正关公蟹
端正关公蟹（学名：Dorippe polita）为关公蟹科关公蟹属的动物。分布于印度以及中国大陆的广西、广东、海南、福建、浙江、山东等地，生活环境为海水，主要栖息于细沙滩的浅水坑中。